# Zimiris diffusa
Zimiris diffusa är en spindelart som beskrevs av Norman I. Platnick och David Penney 2004. Zimiris diffusa ingår i släktet Zimiris och familjen Prodidomidae. Inga underarter finns listade i Catalogue of Life.